# Putnoky Gyula
Putnoky Gyula (Körmöcbánya, 1901. november 14. – Budapest, 1985. október 27.) erdélyi magyar orvos, szakíró.

## Élete
Középiskoláit a miskolci Református Főgimnáziumban végezte, orvosi oklevelet a budapesti Pázmány Péter Tudományegyetemen szerzett (1925). A kolozsvári magyar egyetem általános kórtani és bakteriológiai tanszékére 1942-ben nevezték ki tanárnak, 1944-ben Budapestre távozott, ahol a Rákkutató Intézetben dolgozott, majd 1947-ben visszatért Erdélybe, a Bolyai Tudományegyetem Marosvásárhelyre kihelyezett Orvosi Karának, később az Marosvásárhelyi Orvosi és Gyógyszerészeti Egyetemnek (OGYI) mikrobiológiai tanszékét vezette 1954-ig. Megszervezte a Közegészségügyi Intézetet (1949), amely a Székelyföldön fejtett ki tevékenységet a hastífusz, vérhas, torokgyík, bélférgesség leküzdésére. 1954-től a budapesti Orvostovábbképző Intézet tanára.

## Munkássága
Tudományos tárgyköre a bakteriológia, szerológia és a rákkutatás. Több mint 130 dolgozatát hazai és külföldi szaklapok közölték. Nyomtatásban jelent meg Általános és részletes bakteriológia és vírustan, valamint Parasitologia (Marosvásárhely 1948) című egyetemi jegyzete, melyet több kőnyomatos változat és a háromkötetes Mikrobiológiai jegyzet követett; ez három kiadást ért meg (Marosvásárhely 1951, 1954, 1957).